# Władimir Szymko
Władimir Iwanowicz Szymko (ros. Владимир Иванович Шимко, ur. 12 maja 1938 w Zielenodolsku, zm. 3 marca 1998 w Moskwie) – radziecki polityk.

## Życiorys
1955-1960 studiował w Moskiewskim Instytucie Energetycznym, po czym został inżynierem elektrykiem, od 1961 pracował w fabryce "Kommunist" w Kijowie, od 1963 pracował w Instytucie Naukowo-Badawczym Mikroprzyborów Ministerstwa Przemysłu Elektronicznego ZSRR w Zielenogradzie, gdzie był starszym inżynierem i kierownikiem laboratorium. Od 1964 członek KPZR, od 1968 instruktor Wydziału Przemysłu Obronnego KC KPZR, od 1981 kierownik sektora przemysłu radiowego, od 1983 zastępca kierownika wydziału. Od listopada 1987 minister przemysłu radiowego ZSRR, od października 1988 kierownik Wydziału Socjalno-Ekonomicznego KC KPZR, od lipca 1989 ponownie minister przemysłu radiowego ZSRR, od stycznia 1992 prezydent korporacji "Radiokompleks". Deputowany do Rady Najwyższej ZSRR 11 kadencji. Pochowany na Cmentarzu Kuncewskim w Moskwie.

## Odznaczenia
- Order Rewolucji Październikowej
- Order Czerwonego Sztandaru Pracy
- Order „Znak Honoru”